# Anabelle Langlois
Anabelle Langlois (ur. 21 lipca 1981 w Grand-Mère) – kanadyjska łyżwiarka figurowa, startująca w parach sportowych z Codym Hayem. Uczestniczka igrzysk olimpijskich (2002, 2010), wicemistrzyni czterech kontynentów (2002), medalistka zawodów międzynarodowych oraz mistrzyni Kanady (2008). Zakończyła karierę sportową w maju 2010 roku.
23 lipca 2008 roku Anabelle Langlois doznała poważnego złamania spiralnego dolnej prawej kości strzałkowej podczas treningu. Tydzień po wypadku przeszła operację podczas której w jej nodze umieszczono pięć śrub i metalową płytkę w kostce. Para wróciła do pierwszych treningów już we wrześniu 2008 roku, ale jeszcze w styczniu 2009 roku Anabelle miała problemy z chodzeniem. W 2009 przeszła kolejną operację podczas której usunięto wcześniej umieszczone metalowe elementy. Ostatecznie Langlois i Hay nie wystąpili w sezonie 2008/2009 ani razu.
Po zakończeniu kariery została trenerem łyżwiarstwa razem ze swoim mężem. Langlois i jej partner sportowy Cody Hay wzięli ślub 21 maja 2012 roku. W 2013 roku urodziła córkę Mię, a w 2016 roku syna o imieniu Zac.

## Osiągnięcia

### Z Codym Hayem
| Zawody                           | 05–06          | 06–07          | 07–08          | 09–10          |                |                |                |                |                |                |                |                |                |                |                |                |                |
| Międzynarodowe                   | Międzynarodowe | Międzynarodowe | Międzynarodowe | Międzynarodowe | Międzynarodowe | Międzynarodowe | Międzynarodowe | Międzynarodowe | Międzynarodowe | Międzynarodowe | Międzynarodowe | Międzynarodowe | Międzynarodowe | Międzynarodowe | Międzynarodowe | Międzynarodowe | Międzynarodowe |
| -------------------------------- | -------------- | -------------- | -------------- | -------------- | -------------- | -------------- | -------------- | -------------- | -------------- | -------------- | -------------- | -------------- | -------------- | -------------- | -------------- | -------------- | -------------- |
| Igrzyska olimpijskie             |                |                |                | 9              |                |                |                |                |                |                |                |                |                |                |                |                |                |
| Mistrzostwa świata               |                | 10             | 8              | 10             |                |                |                |                |                |                |                |                |                |                |                |                |                |
| Mistrzostwa czterech kontynentów | 6              | 7              |                |                |                |                |                |                |                |                |                |                |                |                |                |                |                |
| GP Cup of Russia                 |                | WD             |                |                |                |                |                |                |                |                |                |                |                |                |                |                |                |
| GP NHK Trophy                    |                |                | 5              |                |                |                |                |                |                |                |                |                |                |                |                |                |                |
| GP Skate America                 |                | 4              |                |                |                |                |                |                |                |                |                |                |                |                |                |                |                |
| GP Skate Canada International    | 4              |                | 4              | 4              |                |                |                |                |                |                |                |                |                |                |                |                |                |
| Memoriał Karla Schäfera          | 2              |                |                |                |                |                |                |                |                |                |                |                |                |                |                |                |                |
| Nebelhorn Trophy                 |                |                |                | 3              |                |                |                |                |                |                |                |                |                |                |                |                |                |
| Krajowe                          |                |                |                |                |                |                |                |                |                |                |                |                |                |                |                |                |                |
| Mistrzostwa Kanady               | 4              | 3              | 1              | 2              |                |                |                |                |                |                |                |                |                |                |                |                |                |

### Z Patrice Archetto

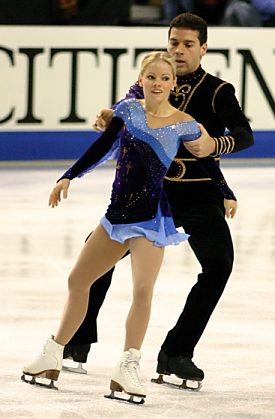
Langlois i Archetto na mistrzostwach czterech kontynentów 2004

| Zawody                           | 97–98          | 98–99          | 99–00          | 00–01          | 01–02          | 02–03          | 03–04          | 04–05          |                |                |                |                |                |                |                |                |                |
| Międzynarodowe                   | Międzynarodowe | Międzynarodowe | Międzynarodowe | Międzynarodowe | Międzynarodowe | Międzynarodowe | Międzynarodowe | Międzynarodowe | Międzynarodowe | Międzynarodowe | Międzynarodowe | Międzynarodowe | Międzynarodowe | Międzynarodowe | Międzynarodowe | Międzynarodowe | Międzynarodowe |
| -------------------------------- | -------------- | -------------- | -------------- | -------------- | -------------- | -------------- | -------------- | -------------- | -------------- | -------------- | -------------- | -------------- | -------------- | -------------- | -------------- | -------------- | -------------- |
| Igrzyska olimpijskie             |                |                |                |                | 12             |                |                |                |                |                |                |                |                |                |                |                |                |
| Mistrzostwa świata               |                |                |                |                | 10             | 5              | 8              |                |                |                |                |                |                |                |                |                |                |
| Mistrzostwa czterech kontynentów |                |                |                | 6              | 2              | 4              | 5              |                |                |                |                |                |                |                |                |                |                |
| GP Finał Grand Prix              |                |                |                |                |                | 6              | 4              |                |                |                |                |                |                |                |                |                |                |
| GP Trophée Lalique               |                |                |                |                |                |                | 4              | WD             |                |                |                |                |                |                |                |                |                |
| GP NHK Trophy                    |                |                |                |                | WD             | 3              | 2              |                |                |                |                |                |                |                |                |                |                |
| GP Skate Canada International    |                |                |                |                | 3              | 3              | 4              | 4              |                |                |                |                |                |                |                |                |                |
| GP Skate America                 |                |                |                |                |                | 2              |                |                |                |                |                |                |                |                |                |                |                |
| Krajowe                          |                |                |                |                |                |                |                |                |                |                |                |                |                |                |                |                |                |
| Mistrzostwa Kanady               | WD             | 9              | 6              | 3              | 3              | 2              | 2              | 3              |                |                |                |                |                |                |                |                |                |